# مي عز الدين
مي عز الدين (19 يناير 1980 -)، ممثلة مصرية.

## عن حياتها
ولدت في دولة الإمارات العربية المتحدة في إمارة أبو ظبي واقامت فيها لأربع سنوات ثم عادت لبلدها مصر، حصلت على الإجازة الجامعية في الآداب قسم اجتماع من جامعة الإسكندرية. مثلت العديد من الأدوار في السينما المصرية والإنتاج التلفزيوني في مصر الحديث.

### بدايتها الفنية
في عام 2001، علمت أن الفنان محمد فؤاد يبحث عن وجه جديد ليشاركه البطولة في فيلمه رحلة حب، فأخذت الزمام في يدها وطلبت من صديق العائلة المخرج منير راضي أن يعرفها على مخرج الفيلم محمد النجار، بعد ذلك اقترح على الفنان محمد فؤاد الذي أُعجب بها وأسند إليها الدور.
أما الظهور الثاني لها فكان في مسلسل أين قلبي، إذ لعبت فيه دور ابنة الفنانة يسرا في المسلسل؛ كانت يسرا قد أعجبت فيها وعرفت منها أنها سبق لها القيام ببطولة فيلم أمام محمد فؤاد، فاتصلت بمجدي أبو عميرة مخرج مسلسل أين قلبي وأخبرته أنها وجدت من ستقوم بدور ابنتها في المسلسل، وفعلا أسند الدور لها رغم وجود أربعين مرشحة. أكدت مي أنها تعلمت الكثير من يسرا من خلال المشاركة معها.

### حياتها الأسرية
كانت قد خطبت في عام 2009 إلى لاعب كرة القدم محمد زيدان، ولكنهما انفصلا بعد فترة قصيرة.

## أعمالها

### أفلام
| سنة الإنتاج | الفيلم        | الشخصية           |
| ----------- | ------------- | ----------------- |
| 2001        | رحلة حب       | مي                |
| 2003        | كلم ماما      | داليا             |
| 2004        | فرح           | شكرية             |
| 2004        | كيمو وأنتيمو  | سامية             |
| 2005        | بوحة          | كته               |
| 2006        | أيظن          | عفت / نسمة / زبدة |
| 2006        | خيانة مشروعة  | ريم               |
| 2007        | عمر وسلمى     | سلمى              |
| 2007        | عجميستا       | عبير              |
| 2007        | شيكامارا      | شيكامارا، جايدة   |
| 2008        | حبيبي نائما   | نسمة              |
| 2009        | عمر وسلمى 2   | سلمى              |
| 2010        | اللمبي 8 جيجا | نجلاء             |
| 2012        | عمر وسلمى 3   | سلمى              |
| 2012        | جيم أوفر      | ندى               |
| 2019        | الفلوس        | ضيفة الفيلم       |

### في التلفزيون
| سنة الإنتاج | اسم المسلسل                           | الشخصية         |
| ----------- | ------------------------------------- | --------------- |
| 2002        | أين قلبي                              | فرح             |
| 2003        | الحقيقة والسراب                       | منال            |
| 2004        | محمود المصري                          | ياسمين          |
| 2004        | يا ورد من يشتريك                      | شيرويت          |
| 2004        | لقاء على الهواء                       | شهد             |
| 2006        | بنت بنوت                              | نوارة           |
| 2010        | راجل وست ستات الجزء السابع، ضيفة حلقة | نحمده           |
| 2010        | قضية صفية                             | صفية            |
| 2011        | آدم                                   | نانسي           |
| 2013        | الشك                                  | وسيلة           |
| 2014        | دلع بنات                              | كوريا           |
| 2015        | حالة عشق                              | ملك / عشق       |
| 2016        | وعد                                   | وعد             |
| 2018        | رسايل                                 | هالة            |
| 2019        | البرنسيسة بيسة                        | بيسة \ سكسكة    |
| 2020        | خيط حرير                              | مسك             |
| 2022        | جزيرة غمام                            | نوارة (العايقة) |
| 2023        | سوق الكانتو                           | راوية           |
| 2025        | قلبي ومفتاحه                          | ميار            |

## وصلات خارجية
- مي عز الدين على موقع IMDb (الإنجليزية)
- مي عز الدين على موقع الدهليز
- مي عز الدين على موقع قاعدة بيانات الأفلام العربية
- مي عز الدين على موقع قاعدة بيانات الفيلم (الإنجليزية)